# 三重県道520号富田停車場線
三重県道520号富田停車場線（みえけんどう520ごう とみだていしゃじょうせん）は、三重県四日市市を通る一般県道である。

## 概要
四日市市富田3丁目から四日市市東富田町に至る。

### 路線データ
- 起点：四日市市富田3丁目（JR東海関西本線 富田駅前）
- 終点：四日市市東富田町（近鉄富田駅口交差点、国道1号交点、三重県道8号四日市鈴鹿環状線起点）
- 総延長：377 m

## 路線状況

### 重複区間
- 三重県道8号四日市鈴鹿環状線（四日市市富田1丁目 - 四日市市東富田町・近鉄富田駅口交差点（終点））

## 地理

### 通過する自治体
- 四日市市

### 交差する道路
| 交差する道路                                                                    | 交差する場所 | 交差する場所              |
| ------------------------------------------------------------------------------- | ------------ | ------------------------- |
| 三重県道8号四日市鈴鹿環状線 重複区間起点                                        | 富田1丁目    |                           |
| 国道1号 三重県道8号四日市鈴鹿環状線 重複区間終点 三重県道401号桑名四日市線 重複 | 東富田町     | 近鉄富田駅口交差点 / 終点 |

### 交差する鉄道
- 関西本線

### 沿線
- JR東海関西本線 富田駅
- 近鉄名古屋線 近鉄富田駅
- 四日市市立富田小学校